# Tulipa turkestanica
Tulipa turkestanica Regel es una especie de tulipán nativa de Asia, cultivada como ornamental en muchos países del mundo debido a sus atractivas flores.

## Hábitat
Es nativa de Asia central, particularmente de Tien Shan, el Pamir y el Noroeste de China. Crece en las laderas rocosas de las montañas o al lado de cursos de agua, desde los 1800 hasta los 2500 m s. n. m.

## Descripción
Se trata de una especie herbácea, perenne y bulbosa que alcanza los 10 a 15 cm de altura. Presenta 2 a 4 hojas glaucas de unos 15 cm de largo en cada tallo floral. Las flores son blancas a rojizas, con el centro amarillo. Cada planta produce desde 1 hasta 12 flores hacia principios de primavera.

## Cultivo y usos
Tulipa turkestanica es una planta ornamental bastante popular en países con climas templado-fríos. Es de cultivo fácil, en suelos bien drenados y en lugares soleados. Se la suele cultivar en rocallas. Debe permanecer sin riego durante el verano.

## Sinonimia
- Tulipa sylvestris var. turkestanica Regel[1]